# Shawnacy Barber
Shawnacy Campbell Barber (ur. 27 maja 1994 w Las Cruces, zm. 17 stycznia 2024 w Kingwood) – kanadyjski lekkoatleta, skoczek o tyczce.

## Życiorys
W 2015 został złotym medalistą igrzysk panamerykańskich oraz mistrzostw świata. Mistrz Kanady (2013), medalista mistrzostw NCAA.
25 kwietnia 2017 roku sportowiec dokonał coming-outu jako gej.
Zmarł 17 stycznia 2024 roku z powodu komplikacji medycznych.

## Osiągnięcia
| Rok  | Impreza                              | Miejsce        | Pozycja           | Wynik |
| ---- | ------------------------------------ | -------------- | ----------------- | ----- |
| 2012 | Mistrzostwa świata juniorów          | Barcelona      | 3. miejsce        | 5,55  |
| 2013 | Uniwersjada                          | Kazań          | 11. miejsce       | 5,15  |
| 2013 | Mistrzostwa świata                   | Moskwa         | el. – 27. miejsce | 5,40  |
| 2013 | Mistrzostwa panamerykańskie juniorów | Medellín       | 1. miejsce        | 5,35  |
| 2013 | Igrzyska frankofońskie               | Nicea          | 2. miejsce        | 5,35  |
| 2014 | Igrzyska Wspólnoty Narodów           | Glasgow        | 3. miejsce        | 5,45  |
| 2015 | Igrzyska panamerykańskie             | Toronto        | 1. miejsce        | 5,80  |
| 2015 | Mistrzostwa świata                   | Pekin          | 1. miejsce        | 5,90  |
| 2016 | Halowe mistrzostwa świata            | Portland       | 4. miejsce        | 5,75  |
| 2016 | Igrzyska olimpijskie                 | Rio de Janeiro | 10. miejsce       | 5,50  |
| 2017 | Mistrzostwa świata                   | Londyn         | 8. miejsce        | 5,65  |
| 2018 | Halowe mistrzostwa świata            | Birmingham     | 15. miejsce       | 5,45  |
| 2018 | Puchar interkontynentalny            | Ostrawa        | 3. miejsce        | 5,65  |

## Rekordy życiowe
- Skok o tyczce (stadion) – 5,93 (2015) rekord Kanady
- Skok o tyczce (hala) – 6,00 (2016) rekord Kanady, 9. wynik w historii światowej lekkoatletyki